# دیوان عالی نیویورک

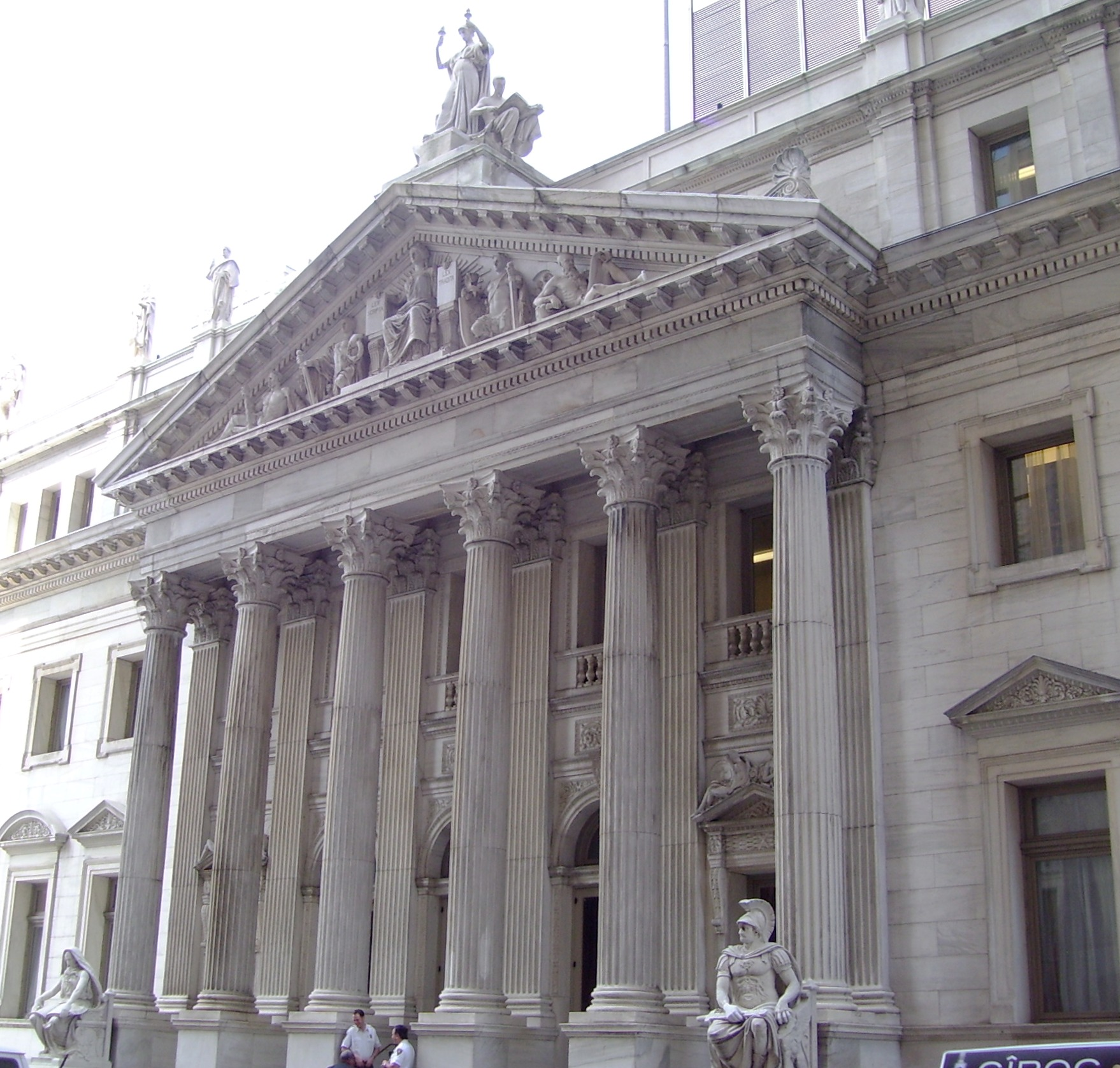

دیوان عالی نیویورک (New York Supreme Court) عالی‌ترین مرجع قضایی در ایالت نیویورک است. این سامانه عدالت از سال ۱۶۹۱ تا کنون در فعالیت بوده‌است.

## معماری
از سال ۱۸۹۶ تا کنون تندیسی بر فراز ساختمان شاخه یکم استینافی دیوان عالی ایالت نیویورک (Appellate Division of the Supreme Court, First Judicial Department) ایستاده است که متعلق به زرتشت پیامبر و «به نمایندگی شیوه عدالت پارسیان» است. سازنده این آثار ادوارد کلارک پاتر (Edward Clarke Potter) نام داشت.